# 부여 고란사 목조아미타여래좌상 및 보살좌상
부여 고란사 목조아미타여래좌상 및 보살좌상(扶餘 皐蘭寺 木造阿彌陀如來坐像 및 菩薩坐像)은 대한민국 충청남도 부여군 부여읍에 있는 조선시대의 불상이다. 2011년 7월 20일 충청남도의 문화재자료 제418호로 지정되었다.

## 개요
고란사 법당에는 현재 삼존불상이 봉안되어 있으며 이 중 본존과 향 왼쪽의 보살상은 동일한 양식의 古佛이지만 다른 보살상은 현대에 조성하였다. 본존은 중품하생인을 결한 아미타불이며, 보살상은 삼존의 배치상 대세지보살상이지만, 오른손을 가슴까지 올리고 왼손은 무릎 위에 있는 점으로 보아 관음보살상일 가능성이 높다.
아미타여래는 방형의 얼굴에, 머리를 육계의 구분 없이 정상계주와 중간계주가 표현하였다. 이목구비는 반개한 두 눈은 살짝 올라가 있고 코는 넓적하며 입은 작게 표현하였고 짧은 목에 머리를 앞으로 살짝 숙인 움츠린 자세로 측면에서 보면 입체감이 떨어지고 불안정되어 보이나, 정면의 모습은 어깨를 넓고 허리가 길면서 무릎 높이를 높게 하여 비교적 안정된 비례를 갖추고 있다. 법의는 안에 편삼을 입은 변형 통견식으로 착의하였으며, 왼쪽 팔꿈치에 맞주름이 표현되었으며, 배 부분의 편삼의 옷주름은 평면적으로 처리하였다.
보살좌상의 상호와 신체 비례는 여래상과 동일하며 보살 특유의 보발은 작고 낮으며, 귀를 감싸고 어깨로 늘어뜨린 수발의 표현은 조선후기 보살상의 일반적인 형식을 따르고 있다. 가슴에 세 줄로 늘어진 목걸이는 보살상의 목걸이 표현과 유사하지만 꽃이나 수술의 표현은 질박하며 법의는 여래상과 같은 편삼을 안에 입은 변형통견식으로 입고 있다. 양쪽 어깨에는 특이하게 맞주름이 표현되어 있고 옷주름의 표현도 여래상과 마찬가지로 평면적이고 간략하게 표현하였다.
고란사 목조아미타여래좌상과 보살상은 움추린 자세와 신체 비례, 유난히 큰 방형의 얼굴과 표정은 매우 특이하여 조선후기에 활동한 장인의 맥락과 계보가 쉽게 연결되지 않는 작품이나 착의법이나 자세, 영락 등의 표현에서 전체적으로 조선후기에 제작된 작품으로 추정된다. 비록 조선후기에 활동한 조각승의 조각 수법과 상통하는 예는 찾을 수 없으나 오히려 지방을 중심으로 활동한 조각승의 한 유형으로 이해할 수 있는 좋은 자료가 되는 점에서 지방회화사 연구 및 미술사적 가치가 높다.

## 같이 보기
- 고란사

## 참고 자료
- 부여 고란사 목조아미타여래좌상 및 보살좌상 - 국가유산청 국가유산포털